# Plataforma logística de Zaragoza
La Plataforma logística de Zaragoza (más conocida por el acrónimo PLA-ZA o PLAZA) es un espacio logístico de más de 1300 hectáreas en la ciudad española de Zaragoza. Situada cerca del Aeropuerto de Zaragoza, el Canal Imperial de Aragón, líneas ferroviarias y la autovía A-2 (Madrid-Barcelona). 
Se trata de una iniciativa pública de la Diputación General de Aragón para potenciar la industria en la ciudad y desarrollar el sector logístico. Su gestión, ejecución y promoción están encomendadas a Plaza S.A.U., sociedad participada en su totalidad por Corporación Empresarial Pública de Aragón, sociedad unipersonal del Gobierno de Aragón. De modo complementario, Plaza —a través de la iniciativa Aragón Plataforma Logística— sirve de impulsora de actividades formativas y de innovación.
Se trata de uno de los principales emplazamientos industriales en la región, siendo la ubicación de empresas como Inditex, Imaginarium, Esprinet, Porcelanosa (hasta 2016), TDN, DHL Express, B/S/H/, Mann+Hummel Ibérica, Decathlon, Carreras Grupo Logístico, Grupo Sesé, Mercadona, Eroski, Decoexsa, Transportes Azkar, DHL, JCV Shipping & Solutions, DB Schenker, etc.

## Historia y contexto

### Contexto

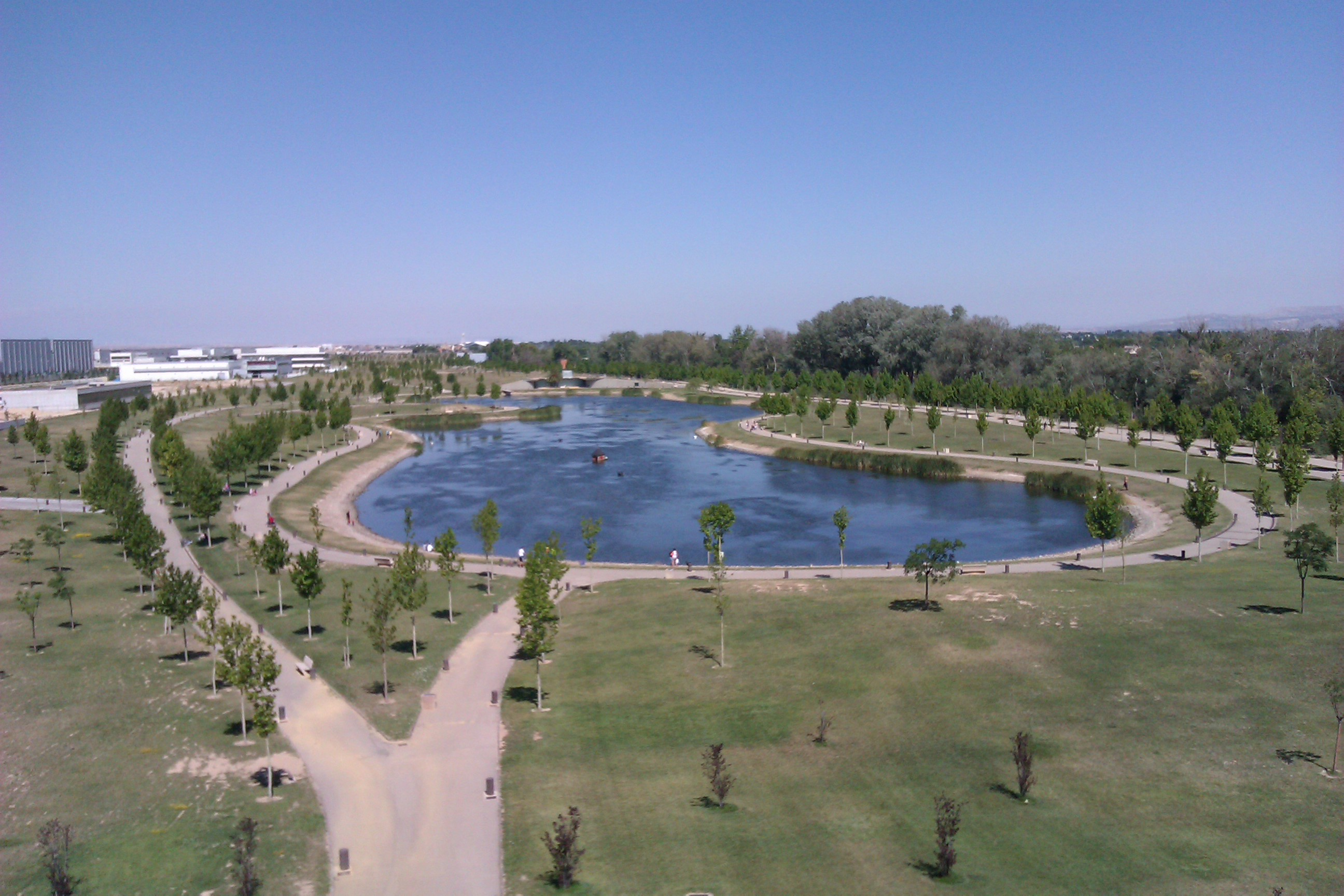
Parque lineal de PLAZA

La ciudad de Zaragoza ha tenido desde tiempos remotos una estratégica situación como cruce de caminos. Situada en uno de los pasos del río Ebro, que separa el extremo noreste del resto de España, es el cruce natural de los caminos que enlazan Madrid y Barcelona con el que une la Cornisa Cantábrica (Cantabria, País Vasco) con el Levante.
El aprovechamiento de esta situación ha estado sujeta a vaivenes históricos. Ilustrados como Ramón Pignatelli impulsaron la inauguración del Canal Imperial de Aragón en el siglo XVIII, uno de cuyos objetivos era potenciar el Ebro como eje de comunicación fluvial entre el Mediterráneo y el Cantábrico. De éxito relativo (no fue más allá de Tudela en Navarra) fue sustituido por la idea del Ferrocarril Zaragoza-Alsasua durante la industrialización de España en los siglos XIX y XX. Idea que, pese a grandes inversiones, nunca se llegó a poner en uso (existiendo, sin embargo, tramos abiertos y hoy en día visitados por aficionados al ferrocarril).
Otro hito logístico fue el ferrocarril del Canfranc, ruta ferroviaria hacia Francia a través de los Pirineos desaprovechada por la diferencia de ancho de vía entre España y el resto de Europa. Clausurada finalmente tras una larga decadencia, la vía ha sido objeto de diversas reivindicaciones de reapertura, que topan normalmente con el desinterés francés, además de plantearse la construcción de una nueva línea ferroviaria a través de los Pirineos, la Travesía Central, recogida por el Plan Estratégico de Infraestructuras y Transporte y los planes de infraestructuras europeos pero de escaso avance. 
La construcción de las primeras autopistas en España benefició a Zaragoza por situación en los principales ejes nacionales (AP-2, AP-68) lo que la convirtió en una de las primeras ciudades con vías de alta capacidad. Sin embargo, años después esto ha conducido a una situación polémica al no haber alternativas gratuitas de alta capacidad en estos corredores tan demandados. Al concentrarse el tráfico pesado en las antiguas nacionales (N-2 entre Alfajarín y Fraga, N-232 entre Mallén y Figueruelas) y ser lento el avance de la autovía alternativa, se ha llegado a una congestión crónica de las vías, frecuentemente criticada por de asociaciones locales y regionales. El gobierno regional llegó a un acuerdo para subvencionar peajes bajo ciertas condiciones para evitar la congestión de las vías y reducir las velocidades máximas para eliminar la peligrosidad, aunque los críticos lo consideran insuficiente.
Por último ha de mencionarse el Aeropuerto de Zaragoza, que en 2023 se ha situado como tercer aeropuerto español por volumen de mercancías, cuya cercanía a la Base Aérea de Zaragoza ha dado muy buenas infraestructuras (conexión al gaseoducto de Rota, y posee una larga pista de aterrizaje que es recogida por la NASA como posible pista de emergencia para el transbordador espacial...).
La iniciativa de Plaza forma parte de un intento de las autoridades regionales de revitalizar este sector, estancado durante largo tiempo en Aragón. Su base central es la situación de Zaragoza como el centro de la circunferencia que une Bilbao, Madrid, Valencia, Barcelona, Marsella, Toulouse y Burdeos, lo que lo sitúa en el corazón de la zona económicamente más desarrollada de España y el sur de Francia; la amplia extensión en comparación a otros proyectos logísticos (y en consecuencia unos costes inmobiliarios sensiblemente más baratos que en Barcelona o Madrid) y la amplia disponibilidad de servicios por su situación cerca de aeropuerto, vía férrea, autovía y el Canal Imperial.

### Desarrollo del proyecto
En 1993 el ingeniero Juan A. Ros ideó la plataforma logística, seleccionó su emplazamiento y estableció las bases para su desarrollo. Durante los años 1994 a 1998 continuó los trabajos con la reclasificación de los terrenos, las sinergias aeropuerto-plataforma logística y rediseño de la totalidad de las líneas ferroviarias del entorno de Zaragoza para vincularlas a PlaZa; así mismo se presentó el anteproyecto de la plataforma. En el año 2000 se presentó el proyecto con el objetivo de reducir la dependencia de la industria aragonesa del sector de la automoción. En 2002 comenzaron las obras y 36 meses después, en 2006, fue inaugurada la primera fase por el presidente de la Diputación General de Aragón, Marcelino Iglesias. Se trataba de una iniciativa pública donde la Diputación General de Aragón tiene el 51,52 %, el Ayuntamiento de Zaragoza el 12,12 % y las dos cajas de ahorros aragonesas, Ibercaja y Caja Inmaculada un 18,18 % cada una para potenciar la industria en la ciudad con miras a desarrollar el sector logístico.
La buena respuesta inicial a las primeras fases de Plaza con la implantación de bases logísticas de Inditex y otras importantes compañías (Eroski, Mercadona, Dell, Imaginarium) llevó al planteamiento de proyectos vinculados, con dispar éxito como Plaza Servicios Aéreos en un fallido intento de potenciar el aeropuerto de Zaragoza, un programa universitario en colaboración con el MIT, propuestas hoy en día discontinuadas de una segunda estación del AVE, un campus empresarial o un centro comercial (Plaza Imperial).
En 2018 se propuso una ampliación de 5 hectáreas para permitir la expansión de algunas empresas instaladas.

### Viabilidad económica
Las obras de urbanización de Plaza quedaron bajo el foco público en 2013, cuando se inició una investigación por malversación. Las investigaciones policiales, que han continuado durante los años siguientes, se han convertido en la mayor investigación anticorrupción de la región.
Tras fiscalizar las cuentas del periodo 2013-2015, la Cámara de Cuentas de Aragón constató en un informe publicado en 2018 que la plataforma carece de viabilidad financiera y que depende de los fondos aportados por el Gobierno de Aragón, que es el único socio de la empresa. La Cámara de Cuentas puso de manifiesto que las ventas de suelo se redujeron en gran medida, llegando al extremo en 2014 «cuando los ingresos por este concepto no llegaron a alcanzar los 600.000 €». Aunque las ventas se recuperaron en 2015, llegando a los 20 millones, ello se debió fundamentalmente una única operación con un solo comprador. Además, más del 76% del importe de las operaciones realizadas obedecía a los términos de financiación pactados con Ibercaja, antiguo socio, para mantener la participación en el capital y cancelar un préstamo.
La situación se agravó también por la resolución de contratos suscritos antes de 2011, por importe de 25,8 millones de euros, así como por la depreciación de existencias, que en 2015 supuso 42,7 millones de euros, situación que llevó a poner los precios de venta por debajo de su coste contable.
La Cámara de Cuentas señalaba que la mejoría se mantenía desde 2015, pero que Plaza seguía siendo dependiente del «recurso constante al endeudamiento» con la Corporación Empresarial del Gobierno de Aragón. Así en el periodo 2012-2016 Plaza se habría encontrado en «situación de disolución legal», si se tenía en cuenta únicamente su actividad mercantil, con un saldo vivo de deuda al cierre de 2015 de 145 millones de euros. El informe indicaba que «en 2017 se produce una cierta mejoría con la reactivación de la actividad propia de la empresa que ayuda a corregir la situación».

## Proyectos colaterales

### Plaza y el impacto en el ferrocarril

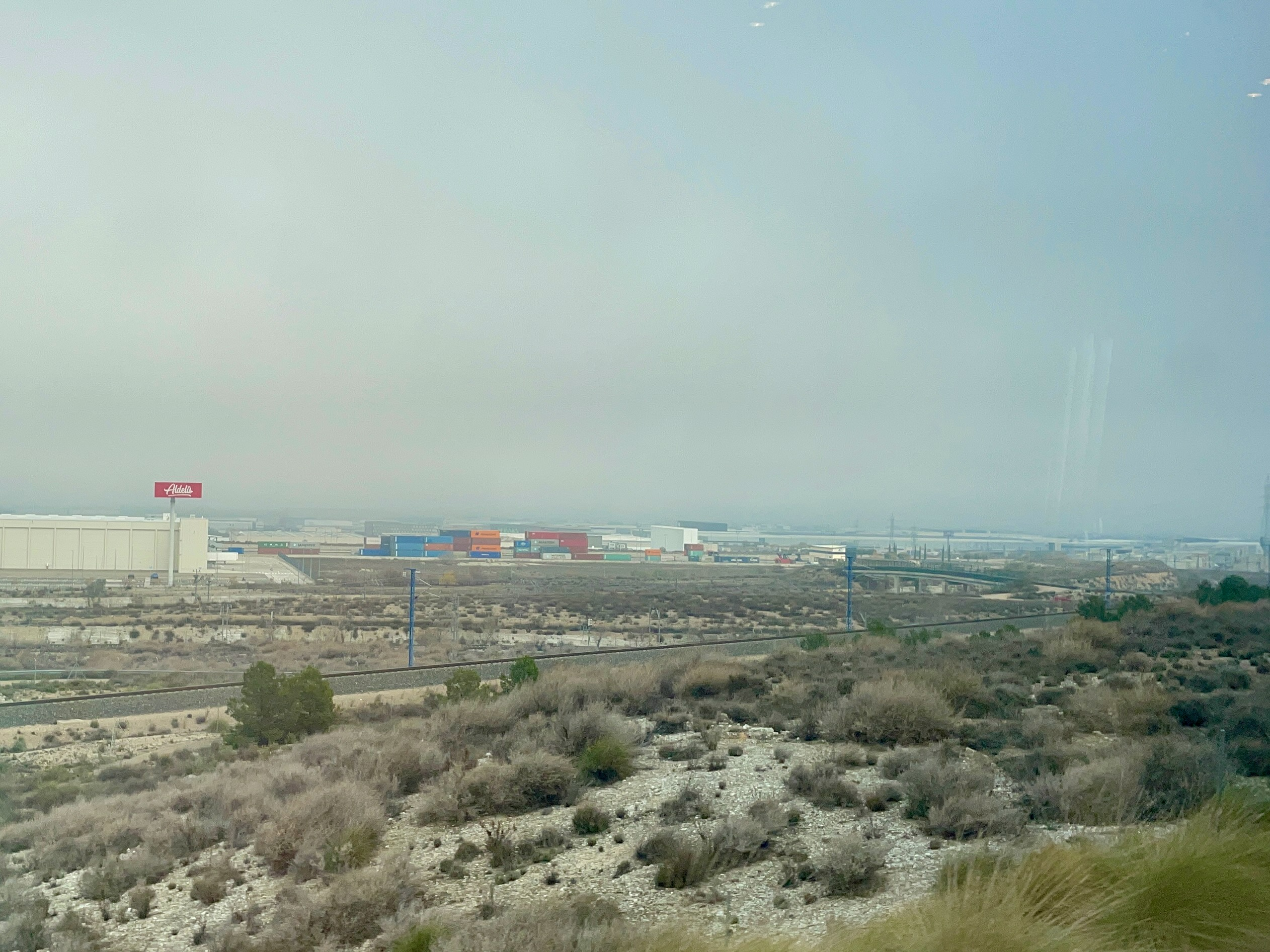
Estación de Zaragoza-PLAZA

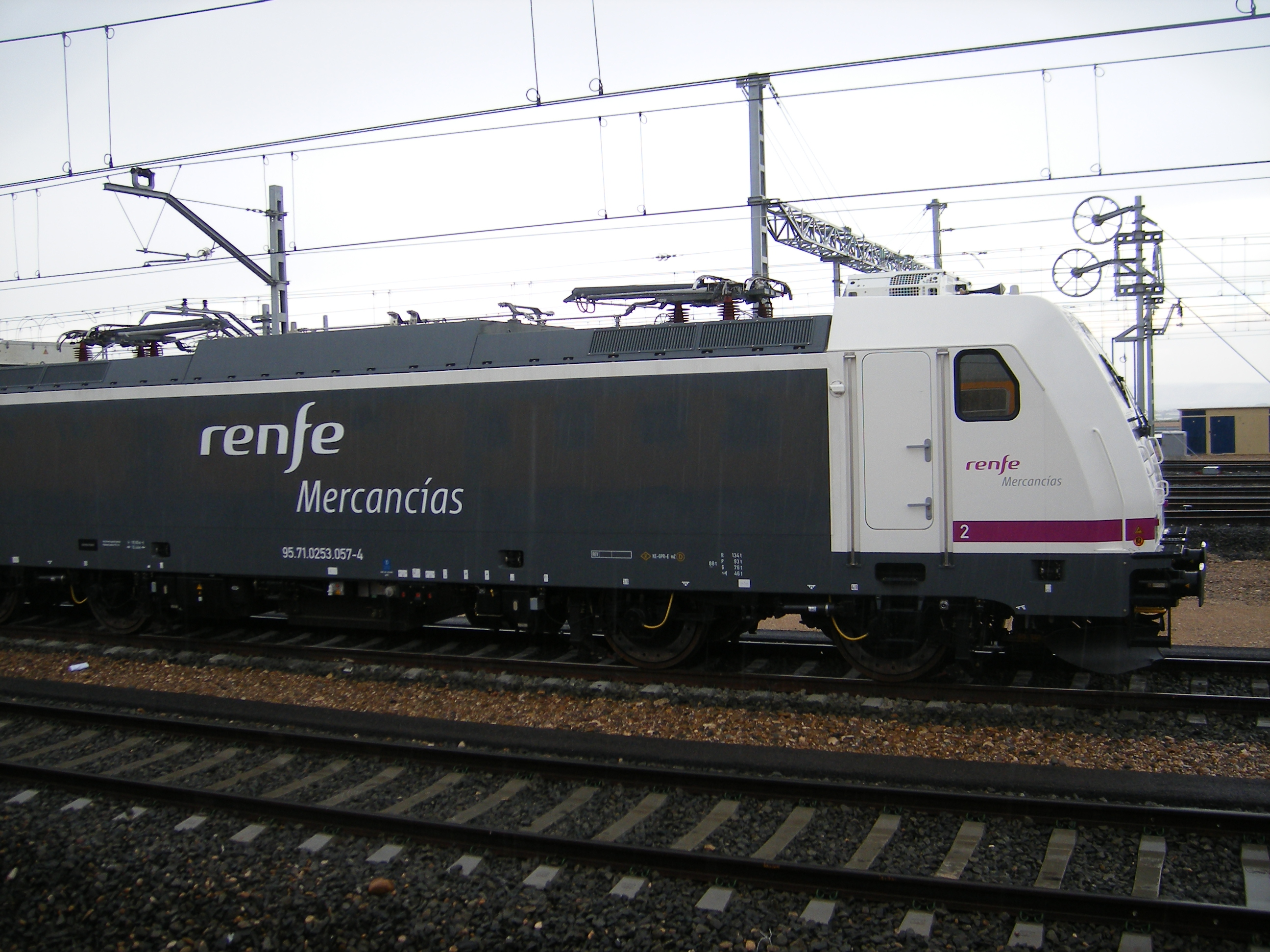
Serie 253 de Renfe en Zaragoza-PLAZA

La reforma de la red ferroviaria de Zaragoza acometida entre 2000 y 2008 incluyó el traslado de la terminal ferroviaria de mercancías de la Almozara a Plaza, que sin embargo ha tenido un uso irregular por problemas de gestión y de infraestructuras. Para 2013, solo tres empresas se habían instalado en la zona ferroroviaria, con BSH siendo la única que mantenía rutas regulares. La zona ferroviaria ha logrado menos uso que la más asentada terminal marítima de Mercazaragoza en Cogullada, vinculada al Puerto de Barcelona. El puerto de Santander también tenía ya una base en Luceni y en 2018, el puerto de Valencia mostró interés en desarrollar un puerto seco en Platea (Teruel) en vez de usar Plaza.
La pequeña red de cercanías inaugurada para la Expo 2008 tiene, según el Plan Intermodal de Transporte de la ciudad, una extensión programada para dar conexión a la plataforma logística que, dado el volumen de desplazamientos que Plaza produce, es considerada una de las más viables a medio plazo. El Secretario de Estado de Infraestructuras inició en 2008 los trámites para la creación de la línea C-2 entre Plaza y la Estación Intermodal de Zaragoza-Delicias. sin que a 2018 se hayan producido avances dada la crisis económica subsiguiente y los pobres resultados de pasajeros del núcleo de cercanías zaragozano.
Además, dada la configuración ferroviaria de la ciudad tras la llegada de la alta velocidad ferroviaria, donde un túnel de dos vías tiene que albergar a los cercanías de Zaragoza y todo el tráfico en ancho ibérico o de ancho europeo con parada en Zaragoza lo que amenaza con superar la capacidad del túnel bajo la Avenida Goya. Para evitarlo y mejorar los tiempos entre Madrid y Barcelona se construyó una circunvalación ferroviaria que nace cerca del acceso a Plaza, usada por servicios sin parada en Zaragoza. Se ha considerado la construcción de una segunda estación en las afueras que permitiría parar a parte de los trenes que hoy en día no dan servicio a la ciudad. La ubicación sugerida para esta posible estación se localiza cerca de Plaza y la Feria de Muestras de Zaragoza para poder dar servicio a ambos.

### Plaza y aviación
El aeropuerto de Zaragoza ha sido tradicionalmente infrautilizado, lo que motivó la creación de una Plataforma que involucraba al Ayuntamiento y al Gobierno Autonómico para potenciar su uso. La estrategia planteada apostó por la carga y los vuelos baratos, lo que se trató de vincular a Plaza.
En carga, Plaza supuso un revulsivo para el aeropuerto de Zaragoza potenciando su terminal de carga que ha llegado a ser la tercera de España gracias a las nuevas líneas de carga a París, Moscú, Hong Kong, Dubái, Doha y Catar inauguradas desde la apertura de Plaza. Se trata de un incremento fuertemente vinculado a las necesidades del gigante textil Inditex, que tiene una importante base logística en Plaza y que constituye el principal cliente de esas líneas, muy por delante del siguiente operador de carga (la compañía importadora de pescado Caladero).
Plaza se involucró junto a otros fondos y entidades regionales en la creación de Plaza Servicios Aéreos, una aerolínea de efímera vida que daba tanto servicios de carga como nuevas rutas de pasajeros hacia Galicia (a los aeropuertos de Santiago de Compostela y Vigo) y Málaga. Tras una accidentada vida las líneas fueron asumidas por Air Nostrum (que redujo ligeramente las frecuencias y movió el vuelo de Santiago al aeropuerto de La Coruña).

### Zaragoza Logistics Center
El Gobierno de Aragón, en colaboración con el Massachusetts Institute of Technology y la Universidad de Zaragoza creó el Zaragoza Logistics Center, un instituto de investigación vinculado a la Plataforma Logística con el objetivo de promover la formación e investigación en el campo de la logística. Entre otras cosas, ofrece másteres  doctorados.

### Plaza Imperial
El 3 de septiembre de 2008 se inauguró un centro comercial en la plataforma logística. Pese a estar relativamente alejado e incomunicado, con accesos al mismo frecuentemente criticados, se trataba era en aquel momento de la mayor extensión comercial de Aragón y superando a otros centros comerciales de la ciudad como Augusta o Gran Casa. Tras su inauguración fue particularmente comentado en la ciudad por el monorraíl interno que usa para compensar la gran extensión.
La posterior inauguración y el subsiguiente cambio en los hábitos de consumo de la ciudad hizo perder atractivo al proyecto. Tras plantearse una reconversión al formato outlet, el centro comercial fue vendido en 2018 por apenas un 6% de la inversión inicial.

### Plaza Center
Como complemento a la Plataforma Logística se desarrolló un campus empresarial, denominado Plaza Center, actualmente en obras, con una primera fase de la que se ha vendido el 85%. Se prevé que incluya entre otras cosas un hotel y los promotores estiman que podría llegar a ser el lugar de trabajo de hasta 11.000 personas, lo que sin embargo es incierto dada la situación económica.